# Expedició 15
L'Expedició 15 va ser la quinzena estada de llarga durada a l'Estació Espacial Internacional. Quatre membres de la tripulació van participar en l'expedició, tot i que per a la majoria de la durada de l'expedició només tres estaven a l'estació en un moment donat. Durant l'Expedició 15, l'Integrated Truss Structure de l'EEI va ser ampliat en dues ocasions: el STS-117 va transportar l'estructura S3/S4, i el STS-118 la S5.

### EVAs

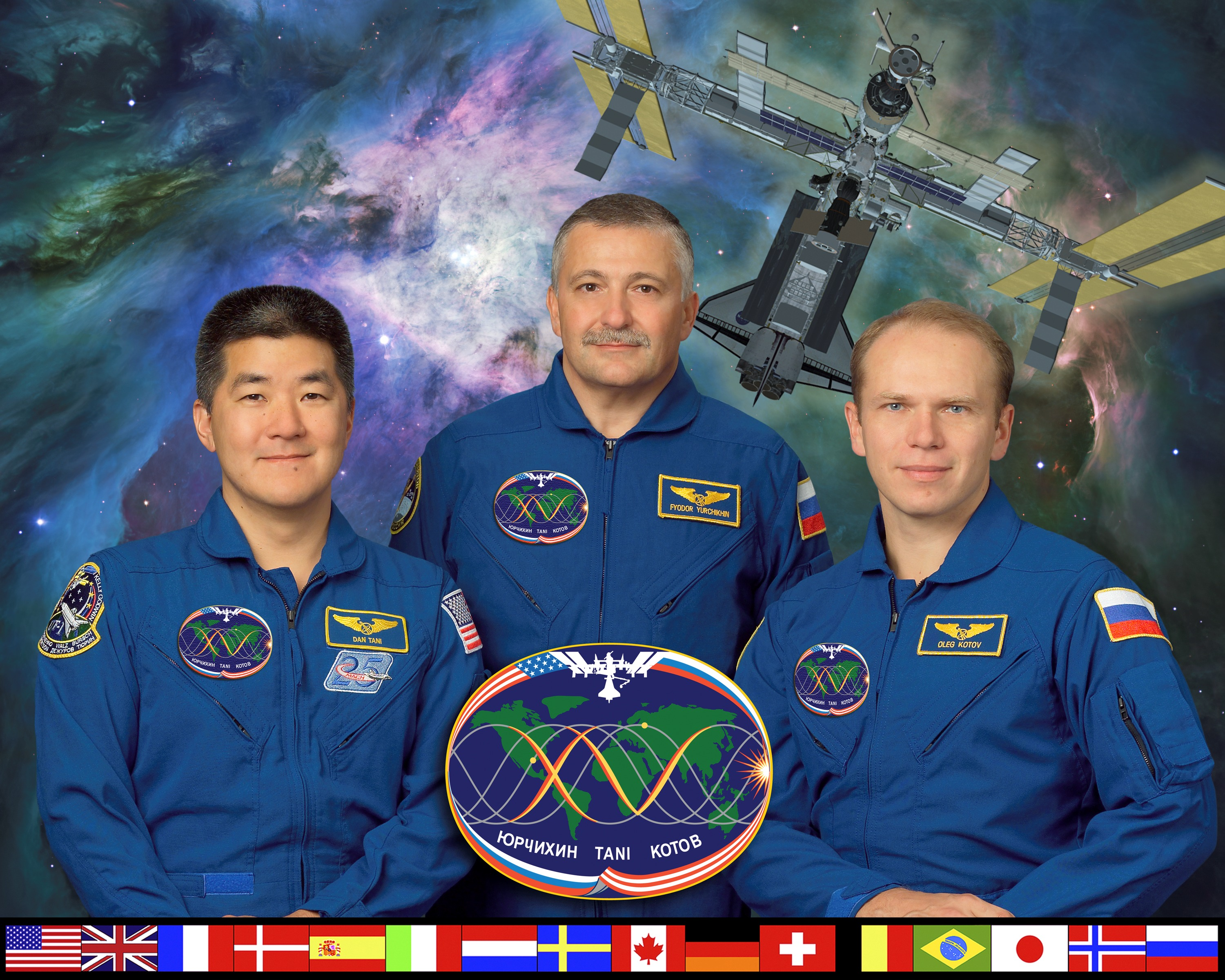
Fotografia de portada de la segona porció original de l'Expedició 15, d'esquerra a dreta: Daniel Tani, Iurtxikhin, Kótov. A causa d'un canvi de programació, en Tani es va unir a l'Expedició 16 a l'octubre de 2007.

## Tripulació

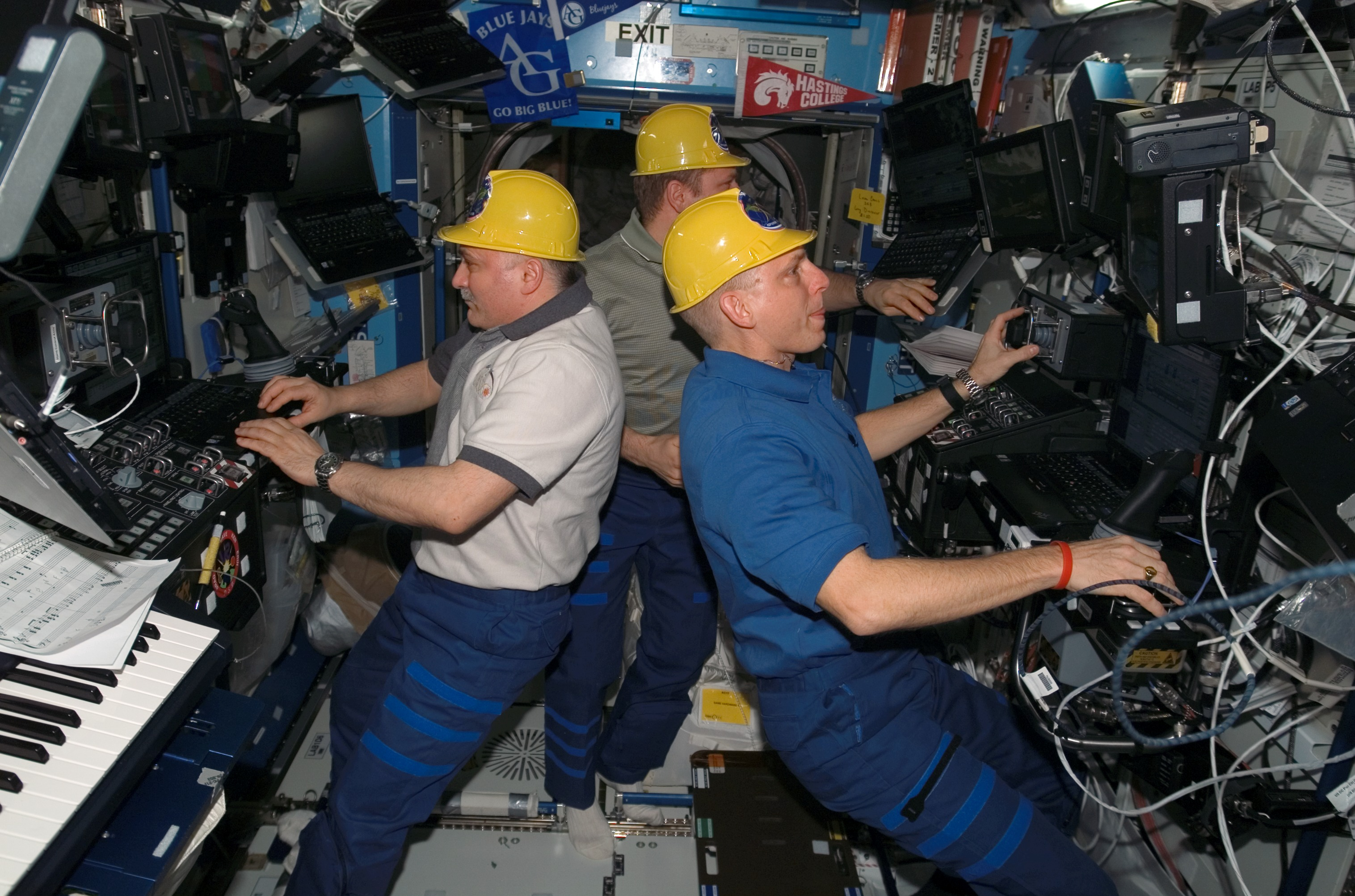
Els cosmonautes Fiódor Iurtxikhin (esquerra) i Oleg Kótov, com també l'astronauta Clay Anderson (dreta) portant cascos de protecció grocs en un moment de poca seriositat.

| Posició           | Primera Part (D'abril a juny de 2007)     | Segona Part (Juny a octubre de 2007)       |
| ----------------- | ----------------------------------------- | ------------------------------------------ |
| Comandant         | Fiódor Iurtxikhin, RSA Segon vol espacial | Fiódor Iurtxikhin, RSA Segon vol espacial  |
| Enginyer de vol 1 | Oleg Kótov, RSA Primer vol espacial       | Oleg Kótov, RSA Primer vol espacial        |
| Enginyer de vol 2 | Sunita Williams, NASA Primer vol espacial | Clayton Anderson, NASA Primer vol espacial |